# Вишивка бісером

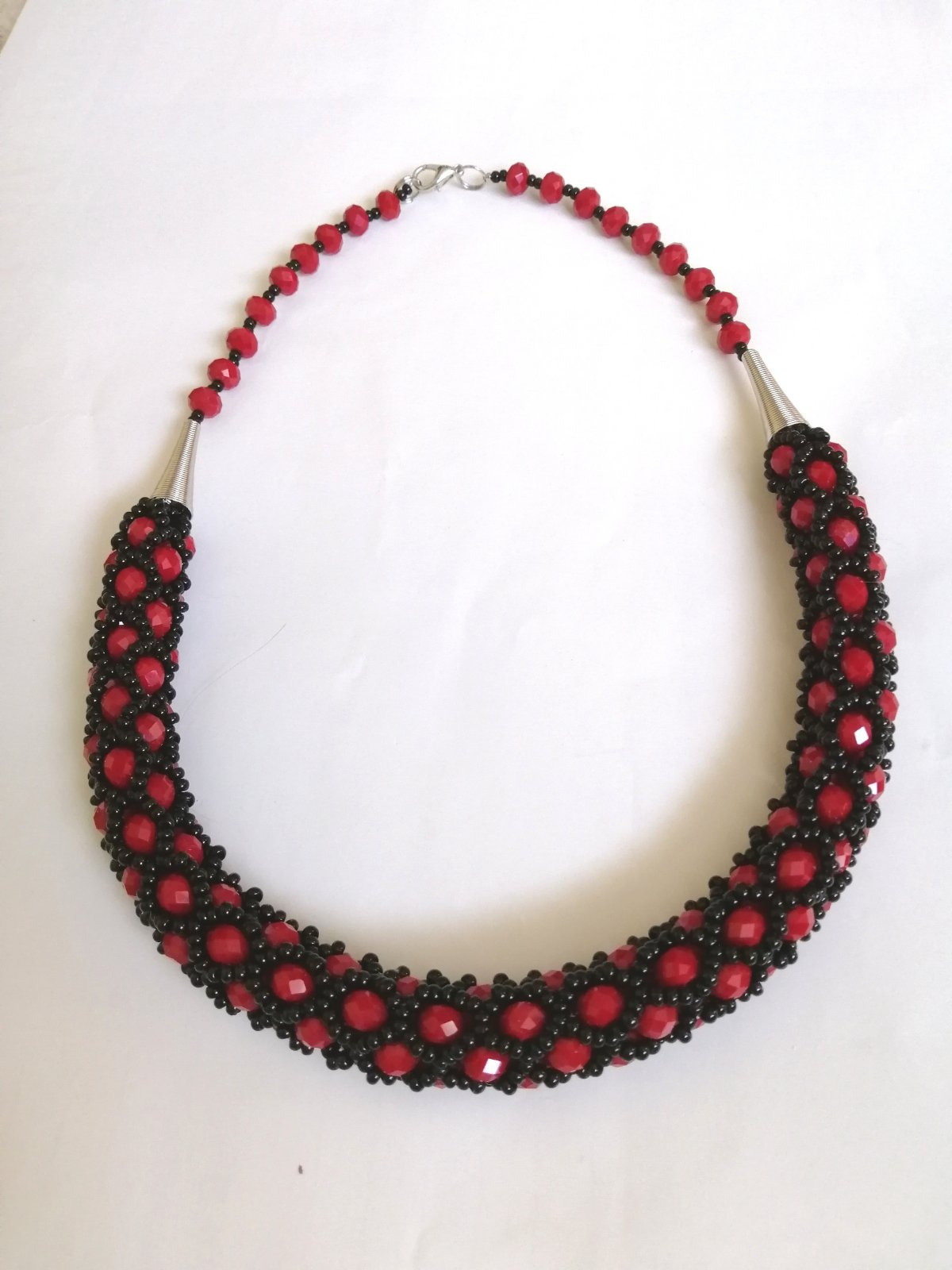
Намисто з бісеру, майстриня Ірина Білик

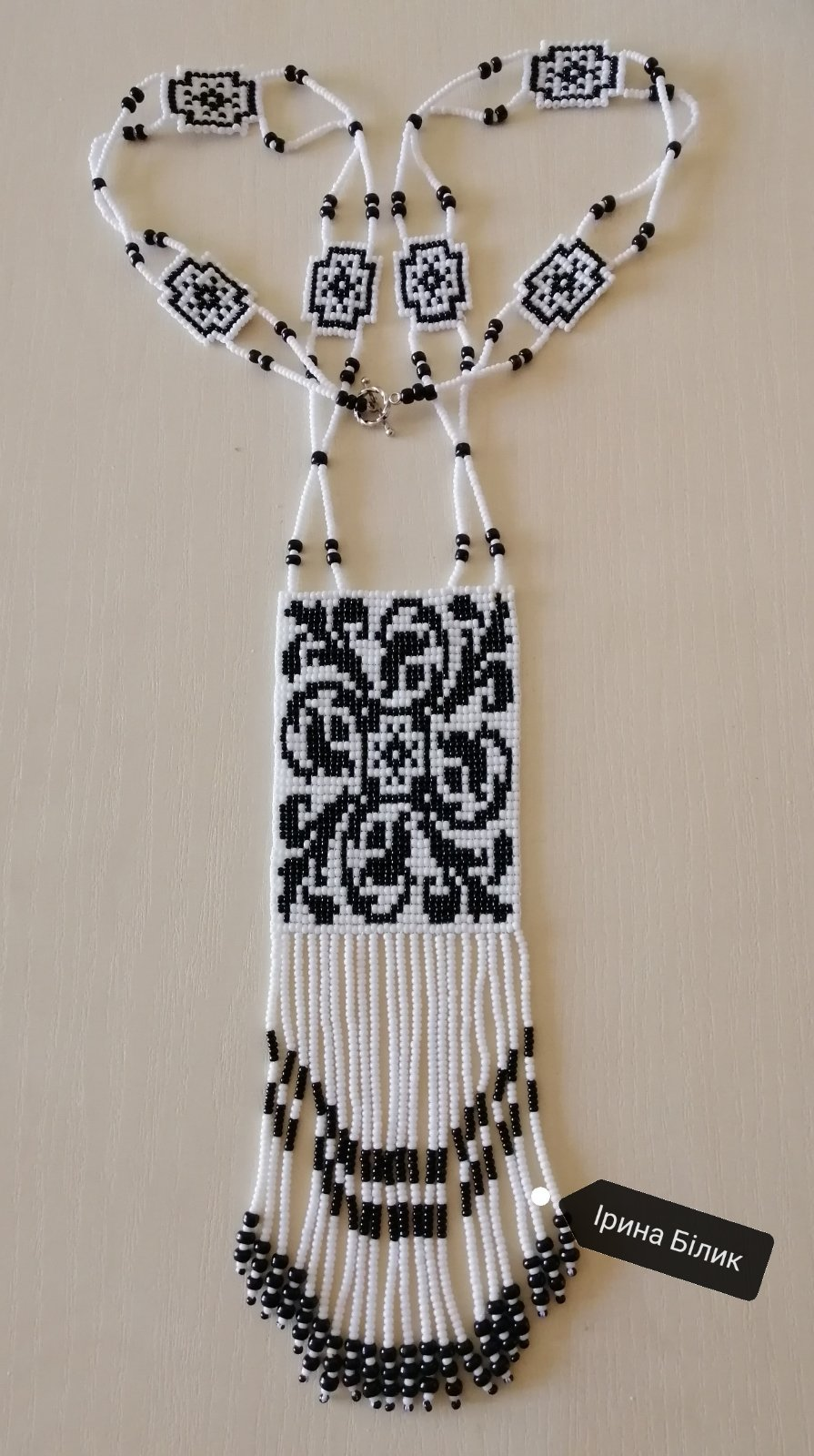
Ґердан жіночий виконаний в техніці бісероплетіння, майстриня Ірина Білик

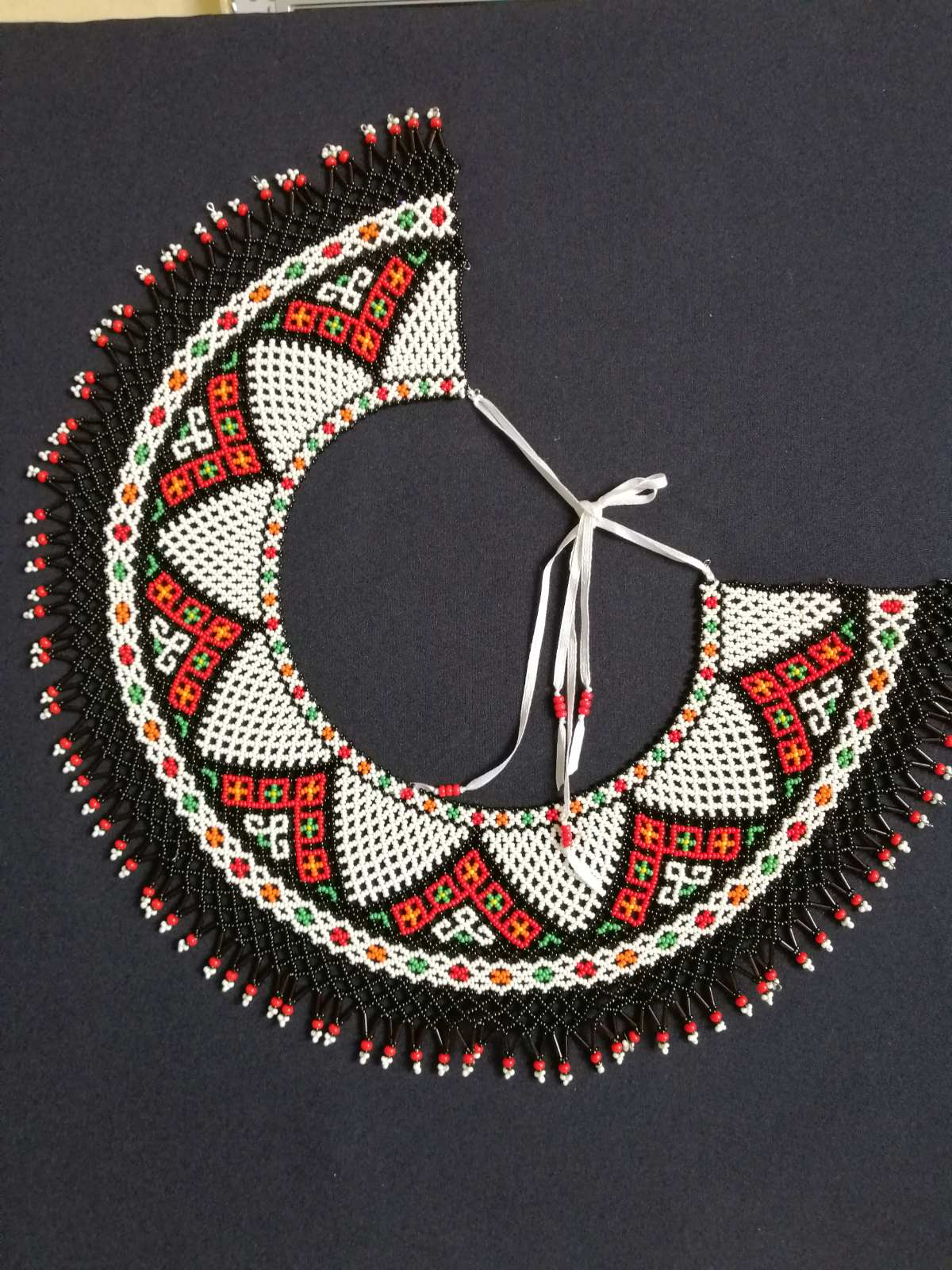
Ґердан-силянка, майстриня Ірина Білик

Вишивка бісером та бісероплетіння в Україні — це вид декоративно-прикладного мистецтва, яке було започатковане з давніх українських народних традицій.

## Історія
Перші знайдені на території України свідчення скляного оздоблення датують приблизно III століттям до н.е. в Трипіллі. По території України вироби з бісеру були поширені в IV—V століттях до н.е. Скіфи та сармати прикрашали одяг бісером. Скіфи виготовляли мониста та браслети-пов'язки. Сармати нашивали бісер також на головні убори, коміри, нагрудні частини одягу, пояси та взуття.
Перші поодинокі археологічні знахідки з бісерних намист відносять до Трипільської культури. Та значно більшу кількість знахідок з протоскла та скляних намистин археологи знаходять на території Північного Причорномор`я та давньогрецьких колоній.
За часів Київської Русі бісер продовжували використовувати в традиційному оздобленні одягу та як окремі прикраси, зокрема вироби з бісеру були знайдені в похованнях VIII—XII століть, що свідчить про розвиток склоробної справи серед ремесел того часу та завдяки торговим відносинам з країнами Близького Сходу та Візантії.
Згодом, в Україні прикраси з бісеру набули популярності на Західній Україні. Кінець XVIII — перша половина XIX століття — період розквіту традиції бісероплетіння та вишивка бісером в України.
На Галичині та Буковині були створені вишивальні майстерні та художні ремесла оздоби бісером особливо були розвинені: на Поділлі, Гуцульщині; Тернополі, Чорткові, Косові, Чернівцях, Хусті та інших містах.
Вироби українських майстринь виставлялись на європейських ярмарках, були модною оздобою в Парижі, Лондоні, Варшаві.

## Типологія

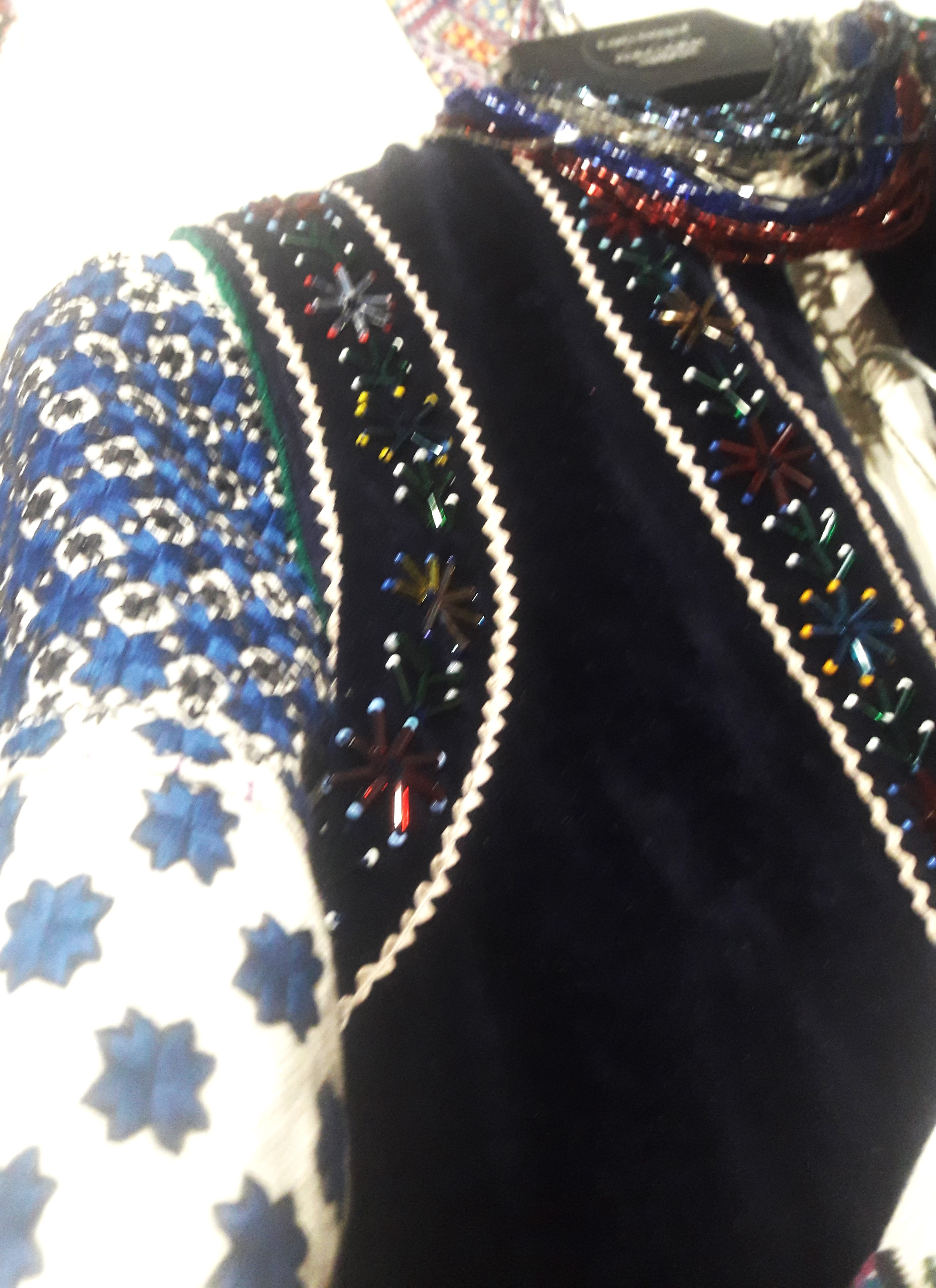
Вишивка бісером на жіночому кептарі з пан-оксамиту. Музей традиційного українського одягу приватної колекції Роксоляни Шимчук.

За сферами використання художні вироби з бісеру поділяються на три роди:
- Компоненти ансамблю одягу: накладні прикраси, головні убори, вбрання, доповнення (аксесуари) до одягу, накладні прикраси з'явилися на початку XIX століття, випереджаючи появу головних уборів, вбрання, доповнень одягу. Доповнення до одягу: торби, Накладні прикраси ґердани були найпоширенішою бісерною прикрасою чоловічого та жіночого одягу у вигляді стрічки, яку носили на голові, головному уборі, шиї та грудях. Лише цей вид прикрас зберігся як артефакт часів 1-ї половини—середини XIX століття, що вказує на його найдавніше серед прикрас з бісеру походження.

Монисто — рідкісний тип нашийної жіночої прикраси.
Краватка з бісеру — тип чоловічої нагрудної прикраси у вигляді видовженого чотири- або п'ятикутника з вузлом угорі.
Доповнення до одягу, вишиті бісером, представлені тайстрою, вишитою бісером, прототипом якої була ткана тайстра (для чоловіків та жінок). Вишита тайстра — аксесуар святкового, в тому числі весільного, виключно жіночого одягу.
- Предмети побуту: картини і панно, хатні ікони та шати, чохли на меблі, сувеніри, декоративні квіти.
- Вироби церковного призначення: священицьке облачення, літургійні тканини, хоругви, ікони та шати і ін.

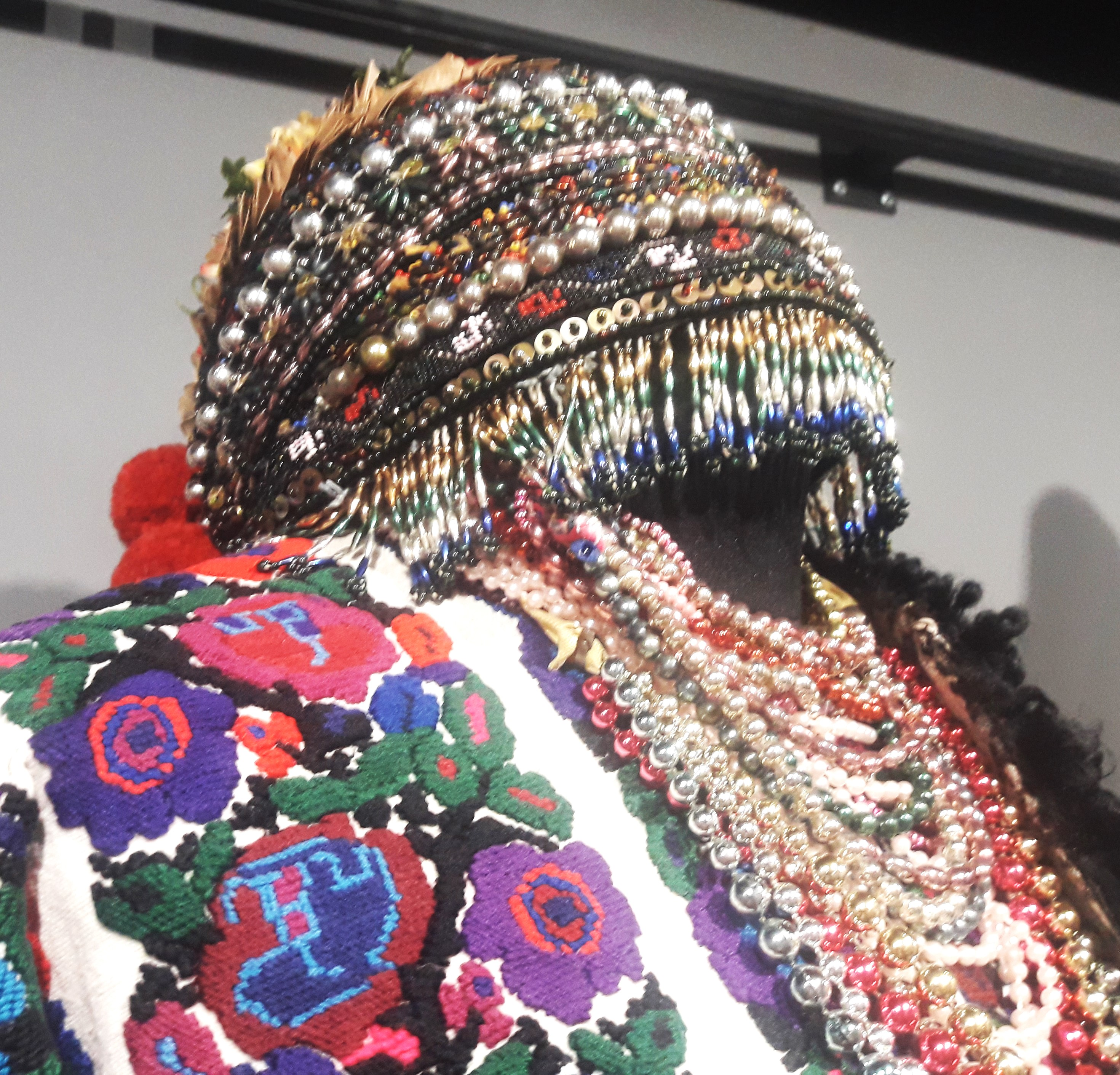
Святковий жіночий головний убір та намисто, виготовлені з бісеру. Музей традиційного українського одягу приватної колекції Роксоляни Шимчук.

## Майстрині по роботі з бісером
В Україні працюють численні майстерні по вишивці бісером та бісероплетінню, окремі майстрині навчають цьому мистецтву дітей. Відомі майстрині по роботі з бісером: Катерина Тарчевська, Ірина Білик, Анна Макуха та ін. 

## Цікаві факти
- На монисто звертає увагу Солоха у діалозі з Дяком, який зайшов до неї у гості, у творі М. В. Гоголя «Ніч перед Різдвом».

| "А це що у вас, дражайшая Солохо?" промовив він з таким самим виглядом, приступивши до неї знову, торкнувши злегка рукою за шию і так само відскочив назад. "Ніби не бачите, Йосипе Никифоровичу", відповіла Солоха. "Шия, а на шиї монисто". "Гм! на шиї монисто! хе! хе! хе!" і дяк знову пройшовся по хаті, потираючи руки. |
| — М.В. Гоголь "Ніч перед Різдвом" |

- У весільному образі Марічки, фільму Довбуш, для весільної сцени Марічки з Олексієм, відтворене весільне намисто, яке складається з: венеційських коралів, давніх коралів, баламутів, монет, зґарди з мосяжними, срібними та мідними елементами і мушель, які були рідкісними та цінувались.Це намисто, яке за народною традицією символізувало усе придане нареченої, важить 5 кг.[10]

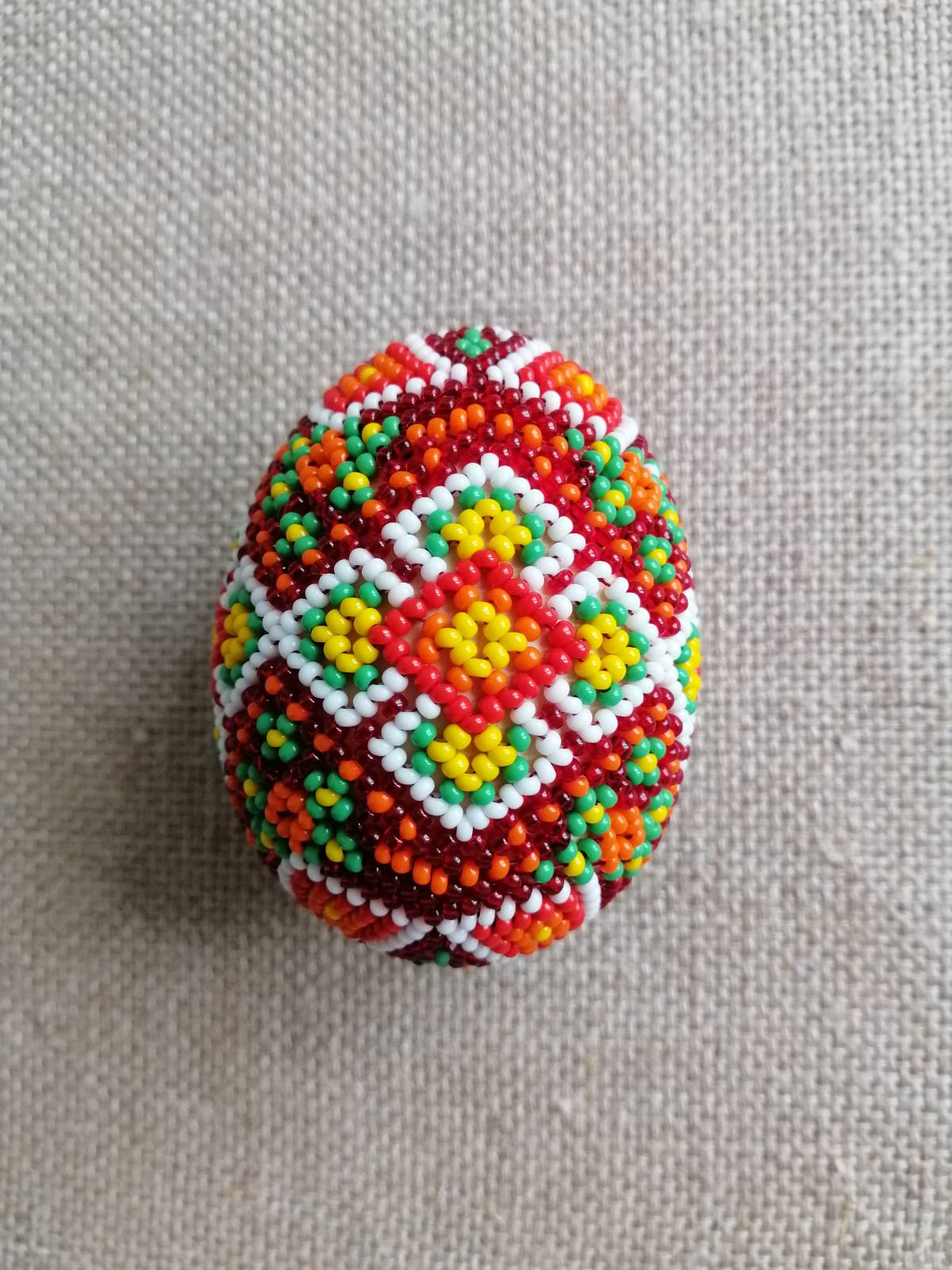
Писанка виготовлена в техніці бісероплетіння. Майстриня Ірина Білик.

- В Україні бісер також використовували і використовують для оздоблення писанок. Див. також: Писанка